# Wąbnice

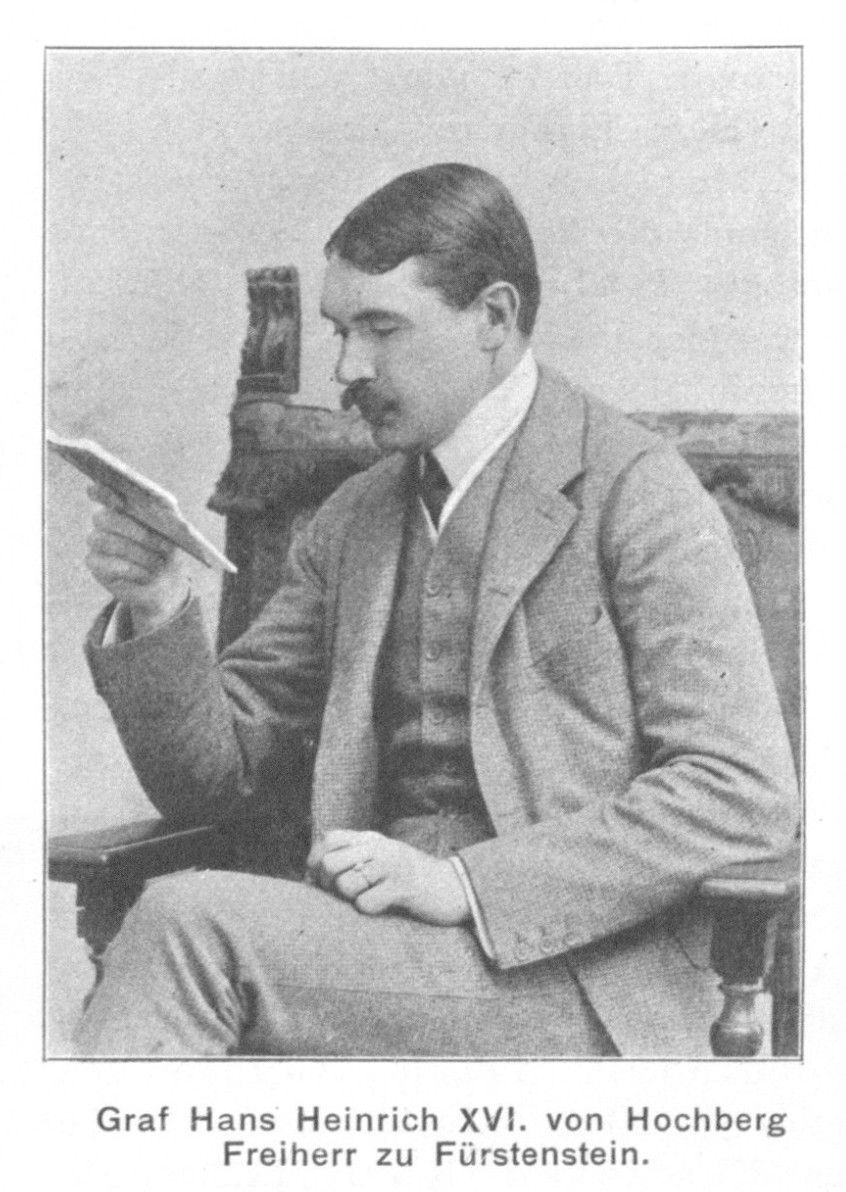
Hans Heinrich XVI von Hochberg w 1903

Wąbnice – wieś w Polsce położona w województwie dolnośląskim, w powiecie milickim, w gminie Krośnice, 178 m n.p.m. na północny wschód od wsi Wierzchowice.

## Podział administracyjny
W latach 1975–1998 miejscowość administracyjnie należała do województwa wrocławskiego.

## Zabytki
- mauzoleum Hochbergów, znajdujące się na wzgórzu w pobliżu wsi, w którym pochowano hr. Hansa Heinricha XVI von Hochberga (19.05.1874-13.02.1933 r.) zmarłego w Berlinie, jego żoną była Leonore von Harrach zu Rohrau und Thannhausen (4.07.1878-1956)[4].